# Trajan (police de caractères)
Trajan est une police de caractères dessinée en 1989 par la typographe américaine Carol Twombly en adaptant les capitales romaines qui apparaissent à la base de la colonne Trajane, à Rome. Cette police a été particulièrement souvent utilisée pour le titre des films sur les affiches du cinéma hollywoodien dans les années 1990, la première à l'employer étant celle d'En liberté dans les champs du seigneur, d'Héctor Babenco, en 1991. Cette police avec serifs (empattements) est classée parmi les incises ou les garaldes.